# Tamara Lawrance
Tamara Lawrance, född 1994 i London, är en brittisk skådespelare.
Lawrance har bland annat medverkat i TV-serierna Get Millie Black och Invasion. Hon har även medverkat i filmen The Silent Twins.

## Filmografi (i urval)
- 2021 – Invasion (TV-serie)
- 2022 – The Silent Twins
- 2022 – Get Millie Black (TV-serie)